# Earfold
Earfold oder die Earfold-Methode (englisch ear „Ohr“ und fold „Falte“) ist ein chirurgisches Verfahren, um abstehende Ohren anzulegen. Im Unterschied zu allen anderen Ohranlegeoperationen werden statt Fäden Metallimplantate verwendet.  Seitens der operativen Invasivität rangiert die EarFold-Methode zwischen den invasiven offenen traditionellen Ohranlegeoperationen (7,8,9,10) und der geschlossenen minimal invasiven Fadenmethode nach Merck (4,5) und anderen Sonderformen der Ohranlegeoperationen. Die Ohren werden wie bei den traditionellen Anlegeoperationen aufgeschnitten und Haut vom Knorpel abpräpariert, jedoch in geringerem Ausmaß. Mitunter wird auch der Knorpel unter der abgelösten Haut gestichelt oder geritzt, um ihn zu schwächen.

## Geschichte
Die Technik der Earfold-Methode wurde erstmals im Jahr 2016 von Norbert V. Kang und Ryan L. Kerstein beschrieben. Im Jahr 2018 berichteten Kang und Mitarbeiter über Ergebnisse und Komplikationsmöglichkeiten dieser Methode.

## Operationsmethode
Es erfolgen ein oder mehrere Hautschnitte von etwa 1 cm Länge auf der Ohrmuschelvorderseite, je nachdem, wie viele Metallimplantate ins Ohr eingesetzt werden. Von hier aus wird die Haut auf der Vorderseite der Ohren vom Knorpel abgehoben, um Hauttaschen zu bilden. In diese werden Metallimplantate mit Hilfe von sogenannten Insertern eingelegt.
Die Metallimplantate werden Earfolds genannt. Sie sind  5 × 15 mm groß und 0,15 mm dick. Sie bestehen aus Nitinol, einer Legierung aus Titan und Nickel, und sind mit einer 24-karätigen Goldauflage beschichtet. Auf der Seite zum Knorpel haben die Implantate kurze, dreieckförmige, dornartige Spitzen, die in den Knorpel eindringen und dadurch das Implantat nach einigen Wochen fixieren. Aufgrund ihrer U-Form biegen die Implantate eine nicht vorhandene oder schwach ausgebildete Anthelix, wodurch das Ohr zum Kopf hin bewegt wird. Der unter den Implantaten liegende Ohrknorpel wird entweder intakt gelassen oder gestichelt oder geritzt, Letzteres, um ihn zu schwächen. Der Patient darf in einem Spiegel vor der Operation die neue Position der Ohren kontrollieren, indem sogenannte preFold Positioner, die die gleiche Biegung haben wie die Implantate, provisorisch auf die Anthelixfalten gesetzt werden. Das Aumaß der Ohranlegung wird durch die Biegung der Earfolds und ihrer Position entlang der Anthelixfalte bestimmt. Der erzeugte neue Abstand der Ohren zum Kopf entspricht nicht immer den individuellen Vorstellungen des Patienten, denn er wird durch eine konstante, vorgegebene Biegung der Implantate bestimmt. Die Schnitte der Haut werden vernäht und mit Pflasterstreifen abgedeckt. 
Die Methode ist nicht für alle Patienten geeignet. Haben ihre Ohren einen  großen und tiefen Gehörgangseingangstrichter (ein sogenanntes großes Cavum conchae), der oft in Kombination mit einer mangelhaft ausgebildeten Anthelixfalte die Ursache eines abstehenden Ohres ist, sind die Ohranlegungen in der unteren Hälfte der Ohren nicht möglich oder die Anlegeergebnisse unbefriedigend. Abstehende Ohrläppchen können nicht angelegt werden. 
Im Unterschied zu den konventionellen Ohranlegeoperationen (siehe traditionelle Ohranlegeoperationen und Otopexie) und der Fadenmethode liegen keine Publikationen über Langzeitergebnisse vor. Die Autoren der Earfold-Methode weisen darauf hin, dass derzeit nicht beurteilt werden kann, in welchem Ausmaß Rezidive, sekundäre Deformierungen, Defekte,  Positionsverschiebungen oder Abstoßung der Implantate eintreten werden.

## Nachbehandlung
Die Patienten sollen die ersten 4 Wochen nicht auf den Ohren schlafen, damit sich die Metallimplantate nicht verschieben. Sie dürfen 3 Monate nicht rauchen, damit es nicht zu Durchblutungsstörungen mit Hautuntergängen der sehr dünnen Haut über den Implantaten kommt. Kontaktsportarten sollen nicht betrieben werden. Auf Ohrringe soll 2 Wochen lang verzichtet werden. In den ersten 4 Wochen soll nicht geschwommen werden. 

## Risiken und Komplikationsmöglichkeiten
Sie sind mit der Methodik der traditionellen Otopexie vergleichbar: Irregularitäten; unerwünschte Ergebnisse; oben spitz zulaufendes Ohr (sogenanntes Spockohr); Nachblutung mit Hämatom in den Hauttaschen; Schmerzen; Infektion; Erosion der Haut; Allergie gegenüber den Implantaten; Abstoßung der Implantate; hypertrophe Narbe, Keloid an den Hautschnitten; kosmetisch störende Kantenbildungen auf der Ohrmuschelvorderseite bei Drehung der Implantate, stärkere Asymmetrie in der Stellung der Ohren; in den ersten Wochen Verschiebung der Implantate beim Liegen auf den Ohren; Sichtbarkeit der Implantate unter der Haut; Entfernung der Implantate aufwendiger und schwieriger als die Entfernung von Fäden bei den anderen Operationsmethoden.